# Svetlana Lapina
Svetlana Michailovna Lapina (Russisch: Светлана Михайловна Лапина) (Machatsjkala, 12 april 1978) is een voormalig atlete uit Sovjet-Unie.
Op de Olympische Zomerspelen 2000 nam Lapina deel aan het onderdeel hoogspringen. Ze sprong 1.92 meter in de kwalificatie, maar dat was niet voldoende voor de finale-ronde.
Op de Wereldkampioenschappen atletiek 1999 werd Lapina derde, met een nieuw persoonlijk record van 1,99 meter.

## Persoonlijke records
- hoogspringen: 1,99 meter (1999)
- hoogspringen (indoor): 2.00 meter (2003)

- World Athletics: 14298407